# 痕掌沙蟹
痕掌沙蟹（学名：Ocypode stimpsoni），又名斯氏沙蟹
，为沙蟹科沙蟹属的动物。

## 分佈
本物種分佈於朝鲜东岸及日本、台湾岛、澎湖、金門、馬祖以及中国大陆的海南、广东、福建、山东、黃渤海等地，生活环境为海水，多见穴居于高潮线的沙滩上，穴道斜而深。